# Дикий (приток Ангаракана)
Дикий — река в России, в Бурятии, протекает на западе Муйского района около границы с Северо-Байкальским районом. Устье реки находится в 14 км по правому берегу реки Ангаракан. Длина реки — 27 км.

## Гидрография
Начало берёт из нескольких небольших горных озёр в южной части Северо-Муйского хребта на высоте, примерно, 1612 метров над уровнем моря. От истока до устья основным направлением течения является юго-запад. В полутора километрах ниже впадения ручья Тополиный ширина русла достигает 18 метров, дно каменистое, глубина 0,9 м. Впадает в Ангаракан по правой стороне на высоте, примерно, 690 метров над уровнем моря, в 5 км западнее разъезда Ангаракан. Скорость течения около устья составляет 2 м/с.
Именованные притоки:
- правые: Тополиный;
- левые: Разломный.

## Данные водного реестра
По данным государственного водного реестра России относится к Ангаро-Байкальскому бассейновому округу, водохозяйственный участок реки — Бассейны малых и средних притоков средней и северной части озера Байкал. Речной бассейн реки — Бассейны рек средней и северной части озера Байкал от восточной границы бассейна реки Ангара до северо-западной границы бассейна реки Баргузин.